# 117704 Lopez-Alegria
117704 Lopez-Alegria è un asteroide della fascia principale. Scoperto nel 2005, presenta un'orbita caratterizzata da un semiasse maggiore pari a 2,5196865 au e da un'eccentricità di 0,0869635, inclinata di 2,64170° rispetto all'eclittica.